# 首爾的名稱

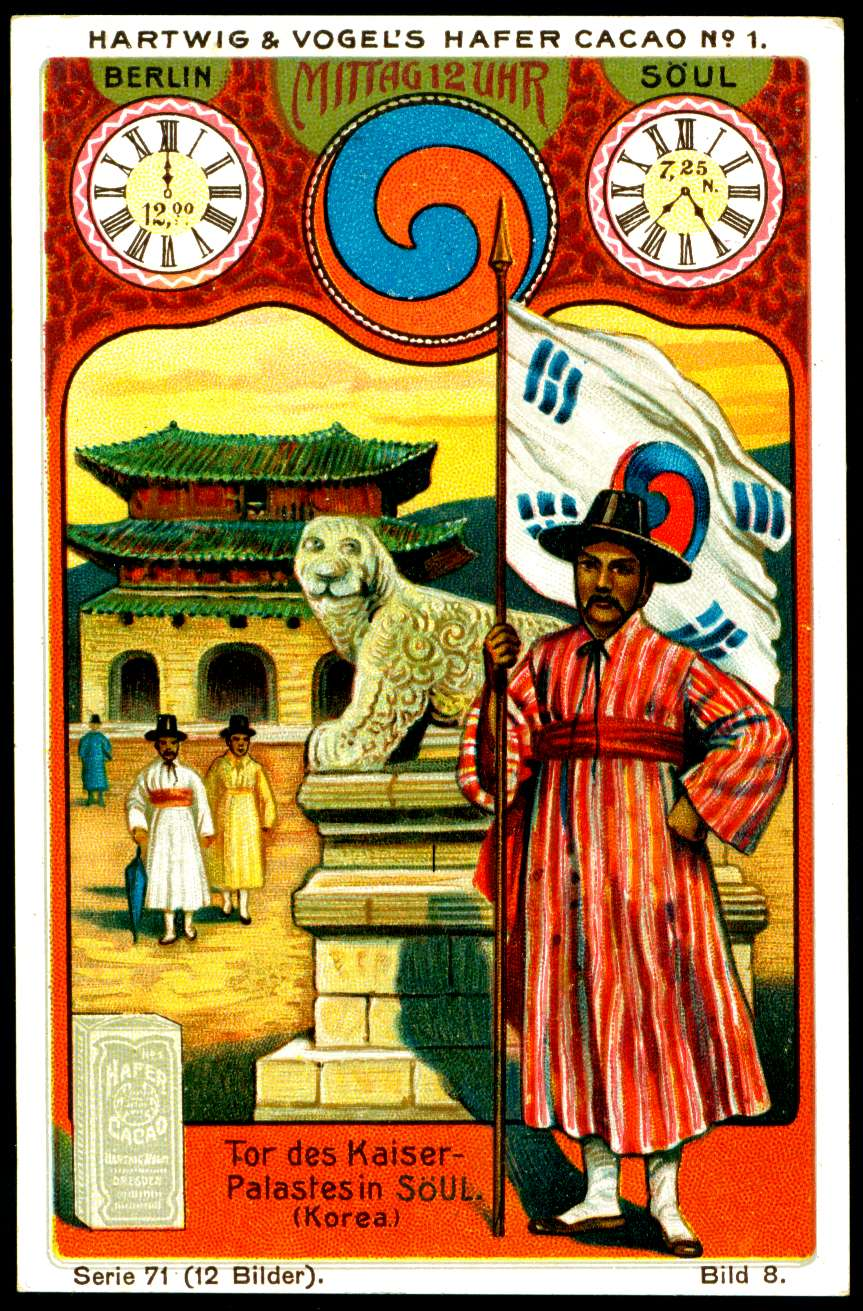
20世紀初德國交換卡片，其上有Söul（首爾）字樣

首尔是大韩民国的首都。“首尔”（韩语： Seoul）在百济王朝名為“慰禮城”（／ Wiryeseong），新罗王朝名為“漢陽”（／ Hanyang），高麗王朝名為“南京”（／ Namgyeong），朝鲜王朝復名漢陽，遷都於此後易名“漢城”（／ Hanseong）。朝鮮日治時期（1910年—1945年），漢城易名“京城”（日语：／ Keijō；韩语：／ Gyeongseong）。日本投降，第二次世界大战結束後，京城更名，日文译名随之改为音译的假名，中文仍称之为“汉城”；2005年该市市名的漢譯被指定為“首爾”。

## 首爾
首爾來自韓語固有語，意為首都。有一說來自徐羅伐（／ Seorabeol），原指新罗國都金城（今慶州市）；郑张尚芳则认为其源于上古汉语“首邑”。此名稱的使用不遲於1882年，時而與其他名稱並用。

### 漢譯
不同於絕大多數朝鲜半岛地名，首爾無朝鮮漢字寫法，因此漢語圈曾長期套用舊名漢城。1751年法國產的中韓地圖上，首爾記作（京畿道的汉语發音）。這種用法又見於1851年塔利斯/賴普金的日韓地圖。20世紀40年代末50年代初，首爾又音譯為蘇烏。
韓語首爾、漢城是不同的詞，而漢語一律作漢城，翻譯時出現了問題。名稱僅有首爾、漢城之別，而沒有關聯的機構，漢譯因而混同，如首爾大學、首尔市立大学、漢城大學都轉換成漢城大學，仅能以“国立汉城大学”、“市立汉城大学”、“汉城大学”区分。类似的情况还有首尔科学高等学校和汉城科学高等学校。
1990年代，中国大陆学者高放曾经提出“首瓯”的译名，并提交给了国务院新闻办公室。
2005年1月，李明博任市長的首尔市政府指定市名漢譯為首爾，並正式向漢語圈要求協助改名。此漢譯由中文名稱改名推進委員會選出，落選漢譯有首午爾、中京（中国大陆北京與日本東京之間）、首沃。
首爾在現代標準漢語中音義兼顧，首可解作首都、爾又對應「울」字的捲舌收尾音。在漢語名更改後的一段時間，一些漢語新聞媒體書面曾有用「首爾（漢城）」。

## 京城
京城即國都，是韓語漢字語，朝鲜王朝偶指漢城，先前指代高麗、新罗國都。朝鮮日治時期，漢城易名京城，京城兼為日韓雙語，廣泛使用，如首爾的中央車站首爾1900年開站至1905年、1923年至1947年為京城車站。
京作為首爾的簡稱，在交通等領域常有使用，如京釜線、京釜高速公路、京仁線、京釜高速公路、京義線、京元線、京春線。